# 山本春樹 (宗教学者)
山本 春樹（やまもと はるき、1946年 - 2019年）は、日本の宗教学者、天理大学教授。専攻は宗教学、インドネシア研究。

## 来歴
京都生まれ。1969年立命館大学法学部卒、1977年東北大学大学院文学研究科修士課程（実践哲学・宗教学）修了、東北大学文学部助手。1980年天理大学国際文化学部講師、84年助教授、教授。2006年「バタックの宗教」で東北大学文学博士。  

## 著書
- 『バタックの宗教 インドネシアにおけるキリスト教と土着宗教の相克』風響社 2007

### 共編
- 『台湾原住民族の現在』黄智慧,パスヤ・ポイツォヌ,下村作次郎共編 草風館 2004

### 翻訳
- マックス・マーヴィック編『魔術師 事例と理論』渡辺喜勝共訳 未来社 1984
- サイフディン・ズフリ『プサントレンの人々 インドネシア・イスラム界の群像』相馬幸雄共訳 井村文化事業社 東南アジアブックス インドネシアの社会 1993
- イマム・ウォルヨ,コンス・クレーデン編著『これからのインドネシア 発展を模索するパンチャシラ社会』サイマル出版会 1985

## 参考
- bISBN　978-4-89489-113-5
- 『魔術師 事例と理論』訳者紹介